# Ga Tumangang
Ga Tumangang là một ga đường sắt ở Tumangang-rodongjagu, Sŏnbong, thành phố Rasŏn, Bắc Triều Tiên, nằm trên tuyến Hongŭi của Đường sắt Nhà nước Triều Tiên.
Năm 2008, việc xây dựng được bắt đầu từ Khasan, Nga đến cảng Rajin, bao gồm việc hiện đại hóa thiết bị trung chuyển và việc chuyển đổi từ đường sắt khổ tiêu chuẩn sang đường sắt khổ đôi, cho phép di chuyển các tàu từ Nga tới Rajin mà không phải đổi giá chuyển hướng. Việc xây dựng hoàn tất vào tháng 10 năm 2012, lễ khai trương được thực hiện vào ngày 22 tháng 9 năm 2013.
Ngoài ra còn có các dịch vụ cho đầu máy và toa xe ở Ga Tumangang.

## Dịch vụ

### Chuyên chở
Ga Tumangang là điểm chuyên chở chính để giao thương với Nga. Các mặt hàng chính nhập khẩu từ Nga là gỗ và dầu mỏ; các mặt hàng xuất khẩu chính là magnesit, thép, phân bón, kim loại màu, nhưng kể từ khi Liên Xô sụp đổ lưu lượng trung chuyển đã giảm đáng kể.

### Vận chuyển hành khách
Tàu chở khách 7/8 hoạt động giữa Bình Nhưỡng và Moskva chạy trên tuyến giữa Hongŭi và Tumangang trước khi băng qua biên giới tới Nga. Ngoài ra cũng có dịch vụ đường dài giữa Tumangang và Tanch'ŏn Ch'ŏngnyŏn trên tuyến P'yŏngra.
Hơn nữa, Đường sắt Nga chạy các tàu 651/652 giữa Ussuriysk và Tumangang.